# Мацей Лесньовський
Мацей Лесневський (або Лесньовський, пол. Maciej (Mateusz) Leśniewski (Leśniowski); бл. 1570—1638) — польський шляхтич, військовик та урядник часів Республіки Обох Націй (Речі Посполитої). Представник небагатого великопольського роду Лесньовських гербу Гримала (дідичне село Лесьнево).

## Життєпис
Батько — Пйотр.
1620 року став членом військової ради при Янові Карлу Ходкевичу. Брав участь у Хотинських війні 1620—1621 та битві 1621 року. Комісаром із козацьких справ став у 1623 році.
Уряди (посади): белзький каштелян (з 1624 року), староста білокамінський (Естонія, в 1611), канівський, браїлівський (обидві з 1622 року), раціборський. Перебуваючи на цих посадах, призначений королем одним з комісарів для укладення Куруківської угоди, серед яких був обраним для перевірки прав та складання реєстру козацького війська.
Правдоподібно, мав підтримку князя Івана-Януша Острозького, був посередником у його конфліктах з іншими волинськими магнатами. Заснував місто Лешнів (нині село Золочівського району Львівської области, Україна). У містечку заснував парафію РКЦ, для якої написав дарчу (фундуш).

### Сім'я
Дружина — Марина Лащ (пом. 1612). Перший її чоловік — князь Андрій Боремльський (1553—1612), з яким мала сина Андрія. Завдяки вдалому одруженню увійшов у посідання багатих маєтностей — приданого дружини на Волині (зокрема, Корсова, Сестрятина). Діти:
- Ян (пом. між 1613 і 1619)
- Миколай — канівський староста з 1626 року
- Катажина — дружина Анджея Цетнера, Героніма Харленського (староста луцький, канівський), князя Стефана Четвертинського (підкоморій брацлавський))